# Torneio Interzonal de 1967
O Torneio Interzonal de 1967 foi um torneio de xadrez com o objetivo de selecionar os jogadores qualificados a participar do Torneio de Candidatos de 1968, que foi o Torneio de Candidatos do ciclo 1967-1969 para escolha do desafiante ao título no Campeonato Mundial de Xadrez de 1969. A competição foi realizada em Susa (Tunísia) de 15 de outubro a 15 de novembro e teve como vencedor Bent Larsen.

## Tabela de resultados[1][3]
Os nomes em fundo verde claro indicam os jogadores que participaram do torneio de Candidatos do ano seguinte:
|    |                        | 1 | 2 | 3 | 4 | 5 | 6 | 7 | 8 | 9 | 10 | 11 | 12 | 13 | 14 | 15 | 16 | 17 | 18 | 19 | 20 | 21 | 22 | Total | Tie break |
| -- | ---------------------- | - | - | - | - | - | - | - | - | - | -- | -- | -- | -- | -- | -- | -- | -- | -- | -- | -- | -- | -- | ----- | --------- |
| 1  | Bent Larsen            | - | 0 | ½ | ½ | 0 | 1 | 1 | 1 | 1 | ½  | 1  | 1  | 1  | ½  | 0  | 1  | ½  | 1  | 1  | 1  | 1  | 1  | 15½   |           |
| 2  | Viktor Korchnoi        | 1 | - | ½ | ½ | 1 | ½ | ½ | ½ | 0 | ½  | 0  | 0  | ½  | 1  | 1  | 1  | 1  | 1  | 1  | 1  | ½  | 1  | 14    | 136.00    |
| 3  | Efim Geller            | ½ | ½ | - | ½ | ½ | 0 | 1 | ½ | 1 | ½  | ½  | 1  | ½  | ½  | 1  | ½  | ½  | 1  | ½  | 1  | 1  | 1  | 14    | 135.75    |
| 4  | Svetozar Gligorić      | ½ | ½ | ½ | - | ½ | ½ | ½ | 1 | ½ | ½  | ½  | ½  | ½  | 1  | 1  | ½  | ½  | ½  | 1  | 1  | 1  | 1  | 14    | 135.00    |
| 5  | Lajos Portisch         | 1 | 0 | ½ | ½ | - | ½ | ½ | 1 | 0 | ½  | ½  | ½  | ½  | 1  | 1  | ½  | 1  | ½  | ½  | 1  | 1  | 1  | 13½   |           |
| 6  | Samuel Reshevsky       | 0 | ½ | 1 | ½ | ½ | - | ½ | ½ | 1 | ½  | ½  | 1  | ½  | ½  | ½  | ½  | 1  | 1  | 0  | 1  | 1  | ½  | 13    | 129.75    |
| 7  | Vlastimil Hort         | 0 | ½ | 0 | ½ | ½ | ½ | - | 1 | ½ | ½  | 1  | ½  | ½  | ½  | ½  | ½  | ½  | 1  | 1  | 1  | 1  | 1  | 13    | 120.25    |
| 8  | Leonid Stein           | 0 | ½ | ½ | 0 | 0 | ½ | 0 | - | ½ | ½  | ½  | 1  | 1  | ½  | 1  | 1  | 1  | 1  | 1  | 1  | 1  | ½  | 13    | 117.00    |
| 9  | Milan Matulović        | 0 | 1 | 0 | ½ | 1 | 0 | ½ | ½ | - | 0  | 1  | 1  | ½  | 1  | 0  | ½  | ½  | 1  | 1  | ½  | 1  | 1  | 12½   |           |
| 10 | Aleksandar Matanović   | ½ | ½ | ½ | ½ | ½ | ½ | ½ | ½ | 1 | -  | ½  | 1  | ½  | ½  | ½  | ½  | 1  | ½  | 0  | 1  | ½  | ½  | 12    |           |
| 11 | Borislav Ivkov         | 0 | 1 | ½ | ½ | ½ | ½ | 0 | ½ | 0 | ½  | -  | 0  | ½  | ½  | 1  | ½  | 1  | ½  | 1  | 0  | 1  | 1  | 11    | 103.50    |
| 12 | Henrique Mecking       | 0 | 1 | 0 | ½ | ½ | 0 | ½ | 0 | 0 | 0  | 1  | -  | 1  | 1  | 1  | ½  | ½  | ½  | 1  | ½  | 1  | ½  | 11    | 102.50    |
| 13 | Aivars Gipslis         | 0 | ½ | ½ | ½ | ½ | ½ | ½ | 0 | ½ | ½  | ½  | 0  | -  | ½  | 0  | 1  | ½  | 0  | 1  | ½  | 1  | 1  | 10    | 93.75     |
| 14 | Lubomir Kavalek        | ½ | 0 | ½ | 0 | 0 | ½ | ½ | ½ | 0 | ½  | ½  | 0  | ½  | -  | ½  | 1  | ½  | 1  | 0  | 1  | 1  | 1  | 10    | 90.00     |
| 15 | Duncan Suttles         | 1 | 0 | 0 | 0 | 0 | ½ | ½ | 0 | 1 | ½  | 0  | 0  | 1  | ½  | -  | ½  | 1  | 0  | ½  | 1  | ½  | 1  | 9½    |           |
| 16 | István Bilek           | 0 | 0 | ½ | ½ | ½ | ½ | ½ | 0 | ½ | ½  | ½  | ½  | 0  | 0  | ½  | -  | ½  | ½  | 1  | 0  | 1  | 1  | 9     |           |
| 17 | László Barczay         | ½ | 0 | ½ | ½ | 0 | 0 | ½ | 0 | ½ | 0  | 0  | ½  | ½  | ½  | 0  | ½  | -  | ½  | 1  | ½  | ½  | 1  | 8     |           |
| 18 | Robert Byrne           | 0 | 0 | 0 | ½ | ½ | 0 | 0 | 0 | 0 | ½  | ½  | ½  | 1  | 0  | 1  | ½  | ½  | -  | 1  | ½  | ½  | 0  | 7½    |           |
| 19 | Miguel Cuéllar         | 0 | 0 | ½ | 0 | ½ | 1 | 0 | 0 | 0 | 1  | 0  | 0  | 0  | 1  | ½  | 0  | 0  | 0  | -  | 0  | 1  | 1  | 6½    | 61.00     |
| 20 | Lhamsuren Myagmarsuren | 0 | 0 | 0 | 0 | 0 | 0 | 0 | 0 | ½ | 0  | 1  | ½  | ½  | 0  | 0  | 1  | ½  | ½  | 1  | -  | 0  | 1  | 6½    | 54.50     |
| 21 | Ortvin Sarapu          | 0 | ½ | 0 | 0 | 0 | 0 | 0 | 0 | 0 | ½  | 0  | 0  | 0  | 0  | ½  | 0  | ½  | ½  | 0  | 1  | -  | ½  | 4     |           |
| 22 | Slim Bouaziz           | 0 | 0 | 0 | 0 | 0 | ½ | 0 | ½ | 0 | ½  | 0  | ½  | 0  | 0  | 0  | 0  | 0  | 1  | 0  | 0  | ½  | -  | 3½    |           |
|   |                  | 1    | 2    | 3    | Total |
| - | ---------------- | ---- | ---- | ---- | ----- |
| 1 | Samuel Reshevsky | -    | ==== | ==== | 4     |
| 2 | Vlastimil Hort   | ==== | -    | =0=1 | 4     |
| 3 | Leonid Stein     | ==== | =1=0 | -    | 4     |